# Яворник (хребет, Закарпатская область)
Яворник (чеш. Javornyk, венг. Javornik) — горный хребет, расположенный в Ужгородском районе. Имеет удлиненную форму длиной около 10 км. Высота 1017 м.
Расположен на границе охраняемой зоны Ужанского Национального природного парка. Несмотря на незначительную высоту хребта, его вершина зарастает высокогорными травами, кустарниками черники и малины. Склоны горы Яворник в основном покрыты деревьями, такими как бук и тополь, в незначительной степени также произрастают хвойные деревья. Северо-восточный склон хребта на высотах выше 600—800 м над уровнем моря покрыт буковым лесом который достигает высоты деревьев в 40-45 м. Опытные участки букового леса горы Яворник заложены ещё в 1925 году выдающимся чехословацким ботаником Алоизом Златником.

## Яворник как туристический объект
Популярный объект летнего и зимнего туризма. Из-за его посещаемости наблюдается высокий уровень засоренности привершинных участков.
Основные маршруты на гору Яворник включают восхождение со стороны поселка Великий Березный в направлении села Руский Мочар, и далее либо в направлении приюта для туристов, либо к телевизионной башне. Другой маршрут берёт начало от села Кострино. Нужно перейти через реку Уж, потом тропа проходит через поле, заходит в лесопосадку и поднимается на вершину горы Кичера, затем поворачивает направо к потоку Терновский. Далее пролегает через буковый лес, до туристического приюта.

## Легенды
Согласно древней легенде из манусткрипта, хранящегося в библиотеке города Гёрлиц, на горе Яворник побывал создатель славянской азбуки Кирилл, один или с братом своим Мефодием. На горе в память о том событии, согласно этой древней записи, был воздвигнут каменный крест. К нему, в дни памяти чешского короля Вячеслава, на протяжении столетий ежегодно сходилось множество народу из близлежащих славянских земель.